# Paatsjoki
Der Fluss Paatsjoki (finn.) oder Pasvikelva (norwegisch) oder Paz (russisch – Паз, Патсойоки, Patsojoki) (nordsamisch Báhčeveaijohka; skoltsamisch Paaččjokk) durchfließt drei Staaten im äußersten Norden Skandinaviens. Er entwässert den größten See Lapplands, den Inarijärvi.

## Geographie
Kurz nach dem Austritt aus dem in Finnland gelegenen Inarijärvi (deutsch: „Inarisee“) fließt der Fluss durch russisches Territorium, später wird er zum norwegisch-russischen Grenzfluss. Bei Kirkenes mündet er in Elvenes in den Bøkfjord, einen Seitenarm des Varangerfjord, und schließlich in die Barentssee. An seiner Mündung befindet sich mit rund 1,7 Kilometern Breite die engste Stelle des norwegischen Festlandes.

## Wasserkraftwerke
Am Flusslauf befinden sich sieben Wasserkraftwerke mit einer installierten Leistung von 275,9 MW und einer Jahresleistung von etwa 1,475 TWh.
| Name       | Fertig- stellung | Leistung in MW | Jahres- leistung in GWh | Land     |
| ---------- | ---------------- | -------------- | ----------------------- | -------- |
| Kaitakoski | 1959             | 11.2           | 69                      | Russland |
| Jäniskoski | 1951             | 30.5           | 208                     | Russland |
| Rajakoski  | 1956             | 43.2           | 228                     | Russland |
| Hestefoss  | 1970             | 47             | 215                     | Russland |
| Skogfoss   | 1964             | 60             | 258                     | Norwegen |
| Melkefoss  | 1978             | 26             | 129                     | Norwegen |
| Boris Gleb | 1963             | 56             | 272                     | Russland |

## Geschichte
Der Fluss wurde erst nach dem Fortsetzungskrieg norwegisch-russischer Grenzfluss. Vorher gehörte die rechte Flussseite zu Finnland.